# Phobos 1
Phobos 1 è stata una sonda spaziale sovietica senza equipaggio del programma Phobos lanciata dal cosmodromo di Bayqoñyr il 7 luglio 1988. La sua missione era di esplorare Marte e le sue lune Fobos e Deimos. La missione fallì il 2 settembre 1988 quando un malfunzionamento del computer causò la trasmissione dell'ordine di fine missione al veicolo spaziale. Al momento del lancio è stata lanciata la più pesante nave spaziale interplanetaria, con un peso di 6200 kg.

## Piano di volo
Erano previsti circa 200 giorni perché la sonda spaziale Phobos 1 potesse viaggiare dalla Terra a Marte. Sono state pianificate due correzioni di rotta a metà percorso. La prima tra i giorni 7 e 20, e la seconda tra i giorni 185 e 193. Queste due correzioni avrebbero collocato la sonda in un'orbita altamente ellittica attorno a Marte. Successivamente, si sarebbe circolarizzata l'orbita a 350 km di quota. Dopo aver raggiunto l'orbita di osservazione, era previsto il distacco di una sonda per raggiungere Fobos, rilasciare un lander contenente attrezzatura scientifica da un'altitudine di 50 metri e spostarsi in un'orbita equatoriale finale sopra Marte.

## Obiettivi della missione
Lo studio scientifico della sonda Phobos 1 è stato suddiviso in tre fasi. Nella prima fase la sonda avrebbe studiato il Sole e lo spazio interplanetario mentre viaggiava dalla Terra verso Marte, nella seconda fase Marte e Fobos mentre si trovava in orbita attorno a Marte, nella fase finale Fobos da meno di 50 metri. A completamento della missione era previsto anche l'atterraggio di un lander di tipo hopper, con la possibilità di saltare in zone diverse del satellite grazie a delle molle.

## Malfunzionamento
Il 2 settembre 1988, la trasmissione prevista da Phobos 1 non è stata ricevuta. Questo è stato fatto risalire a un comando chiave difettoso che è stato inviato il 28 agosto dal controllo a terra a Eupatoria. Un tecnico ha involontariamente omesso un singolo trattino in uno dei comandi chiave. Tutti i comandi dovevano essere corretti da un computer prima di essere trasmessi, ma il computer che controllava il codice non funzionava correttamente. Il tecnico ha violato la procedura e ha trasmesso il comando prima che il computer potesse essere riparato per correggerlo. Questa piccola modifica nel codice disattivò i propulsori di assetto, perdendo la possibilità di orientare correttamente i suoi pannelli solari, esaurendo così le sue batterie.
Le istruzioni del software per disattivare il controllo di assetto della sonda, normalmente un'operazione fatale, facevano parte di una routine usata per testare il veicolo spaziale sul terreno. Normalmente questa routine dovrebbe essere rimossa prima del lancio. Tuttavia, il software era codificato in PROM e quindi la rimozione del codice di test avrebbe richiesto la rimozione e la sostituzione dell'intero computer. A causa della pressione del lancio imminente, gli ingegneri hanno deciso di lasciare la sequenza di comando, anche se non dovrebbe mai essere utilizzata. Tuttavia, un errore a singolo carattere nella costruzione di una sequenza di caricamento ha comportato l'esecuzione del comando, con conseguente perdita del veicolo spaziale.